# Nederlands kampioenschap 10 km 2008
Het Nederlands kampioenschap 10 km 2008 vond plaats op 10 februari 2008. Het was de vijfde keer dat de Atletiekunie een wedstrijd organiseerde met als inzet de nationale titel op de 10 km. De wedstrijd vond plaats in de gemeente Schoorl tijdens het hardloopevenement Groet uit Schoorl.
Nederlands kampioen 10 km bij de mannen werd Michel Butter en bij de vrouwen won Hilda Kibet de titel.

## Uitslagen

### Mannen
| Rang   | Atleet             | Vereniging               | Tijd  |
| ------ | ------------------ | ------------------------ | ----- |
| Goud   | Michel Butter      | AV Castricum             | 28.48 |
| Zilver | Patrick Stitzinger | ADRT Pegasus             | 28.58 |
| Brons  | Martin Lauret      | AV Castricum             | 29.13 |
| 4      | Sander Schutgens   | ADRT Pegasus             | 29.23 |
| 5      | Greg van Hest      | Tilburg Road Runners     | 29.31 |
| 6      | Tom Wiggers        | AV Castricum             | 29.59 |
| 7      | Marco Gielen       | Scopias                  | 30.06 |
| 8      | Joost van den Ende | Seven Hills Running Team | 30.21 |
| 9      | Abdi Nageeye       | AV'34                    | 30.23 |
| 10     | Gert-Jan Wassink   | Argo                     | 30.26 |
| 12     | Ronald Schröer     | Hera                     | 30.34 |
| 16     | Hugo van den Broek | AV Castricum             | 30.59 |
| 17     | Olfert Molenhuis   | Groningen Atletiek       | 31.06 |
| 24     | Rens Dekkers       | Hera                     | 31.23 |

### Vrouwen
| Rang   | Atleet               | Vereniging          | Tijd  |
| ------ | -------------------- | ------------------- | ----- |
| Goud   | Hilda Kibet          | AV Castricum        | 31.01 |
| Zilver | Miranda Boonstra     | Nijmegen Atletiek   | 33.31 |
| Brons  | Mariska Kramer       | AV Friesland        | 35.06 |
| 4      | Jolanda Verstraten   | Scopias             | 35.25 |
| 5      | Saskia van Vugt      | AV Phoenix          | 35.52 |
| 6      | Ruth van der Meijden | VAV                 | 36.10 |
| 7      | Silvia Kruijer       | AV NOVA             | 36.15 |
| 8      | Inge van Bergen      | AV Unitas           | 36.25 |
| 9      | Maud Golsteyn        | AV Caesar           | 36.34 |
| 10     | Mechtild Panhuysen   | Atletiek Maastricht | 36.53 |
| 13     | Inge de Jong         | AV Trias            | 37.04 |
| 14     | Stefanie Bouma       | AV Impala           | 37.08 |
| 17     | Miriam van Reijen    | AV Phanos           | 37.50 |

1999 ·
2005 ·
2006 ·
2007 ·
2008 ·
2009 ·
2010 ·
2011 ·
2012 ·
2013 ·
2014 ·
2015 ·
2016 ·
2017 ·
2018 ·
2019 ·
2021 ·
2022 ·
2023